# Jarl Axel Wasastjerna
Jarl Axel Wasastjerna, född 18 november 1896 i Helsingfors, död där 15 oktober 1972, var en finländsk fysiker och ambassadör. Han innehade den finländska titeln bergsråd.
J. A. Wasastjerna blev filosofie doktor och docent i fysikalisk kemi i Helsingfors 1922. Han blev senare professor i tillämpad fysik vid Helsingfors universitet. Han tillträdde den 31 maj 1940 som Finlands sändebud i Stockholm, avgick från ambassadörsposten den 15 april 1943 och återvände till sin tjänst på universitetet. Han blev 1941 utländsk ledamot av Vetenskapsakademien och var också utländsk ledamot av Vetenskapssocieteten i Uppsala (1940) samt Ingenjörsvetenskapsakademien (1945).